# Greta Schloch
Greta Schloch ist eine Kunstfigur eines gleichnamigen Musik- und Hörspiel-Projekts von Daniela Telitzky, das Mitte der 1990er Jahre seinen Anfang fand.

## Geschichte
Die Werke unter dem Namen Greta Schloch wurden von 1997 bis 2006 auf dem norddeutschen Label Plattenmeister veröffentlicht. Bekannt wurde zunächst der Song Alter, der sich auf zahlreichen Compilations wiederfand. Ab 2000 wurden Longplayer veröffentlicht. Live zu sehen war das Projekt mit der Band Pop30 in Deutschland und als Solo-Show mit Gitarre und Elektroeffekten im Rahmen der Lesungen (Buch Da! Die vier Jahreszeiten der Greta Schloch auf CD) auch in Österreich. Nach einer Pause wurde das Projekt 2017 fortgeführt und war mit der Band Goldmother live zu erleben. Seit Januar 2022 ist Greta Schloch bei dem Berliner Label Crocodile Tears.
Greta Schlochs Musikstil mischt Rock-, Pop-, Elektro- und Trashelemente. Komplexe Arrangements wechseln sich mit minimalistischen Improvisationen ab.

## Diskografie
- 2000: Jack the Jochen (Album)
- 2005: Bidde! (EP, mit POP 30)
- 2005: Die nackte Schloch inkl. Buch Da! Die vier Jahreszeiten der Greta S. (Album)
- 2022: Alter Flasch-Dance-Version (Single)
- 2022: Tanzende Hydranten (Single)
- 2022: Wir sind frei (Album)
- 2023: Alter Remixe (EP)

## Kompilation-Beiträge
- 1997: Alter (Demo-Version) (Sozialamt bezahlt doch.)
- 1997: Alter (Demo-Version) (Zensur, Picture Vinyl)
- 1997: Alter (Demo-Version) (CD im Musik-Express)
- 1999: Alter (Discokugelmix) (Remix von H.I.P., auf Plattenbau)
- 2000: Machalla (Medikamentendose)
- 2001: Alter (Liebe und Herzschmerz)
- 2001: Keine Fraun kein Geschrei Fred Adrett feat. Greta Schloch (CD im Sonic Seducer)
- 2005: Lübecker Lauschangriff  (CD/Bündnis Grüne)
- 2007: Hey Ja Ho – Big D feat. Greta Schloch (Sommer, Sonne, Strand & Ferien)
- 2018: Im Zoo (Aurora)
- 2022: Schabe (Germanys Best in Pop)
- 2023: Alter Remix by The Field

## Videos/Filme
- 2000: Video Alter
- 2000: Animationsvideo zu Falter (Flash; 1,9 MB)
- 2001: Video Keine Fraun kein Geschrei  Fred Adrett feat. Greta Schloch
- 2007: Sketche Leuwagen & Uhl
- 2008: Kurzfilm zum Goldmother Song Toy (Produktion Leuwagen & Uhl)
- 2008/2009: Comedy-Serie Die Alltagsgeschichten der Petra Jansen (Piddy Jansen) auf www.ostholstein-tv.de (Produktion Roland Willaert)
- 2009: Kurzfilm Die Liste (10:26 min; Produktion Leuwagen & Uhl)
- 2012: Kurzfilm Sanftes Ruhekissen (Produktion Ohrlog)
- 2016: Videos Egal-Tanz, Sie kommt und sie geht, Elektronische Vögel (Produktion TapirTanzMusik)
- 2016: Video Manifestation Helmut F (Produktion TapirTanzMusik)